# Beraea fontana
Beraea fontana är en nattsländeart som beskrevs av Wiggins 1954. Beraea fontana ingår i släktet Beraea och familjen sandrörsnattsländor. Inga underarter finns listade i Catalogue of Life.